# Svelget
Svleget (norwegisch für Kehle) ist ein Bergkessel im ostantarktischen Königin-Maud-Land. In der Kirwanveggen der Maudheimvidda liegt er zwischen der Tunga und dem Uven. 
Norwegische Kartografen, die ihn auch benannten, kartierten den Bergkessel anhand von Vermessungen und Luftaufnahmen der Norwegisch-Britisch-Schwedischen Antarktisexpedition (1949–1952) und der Dritten Norwegischen Antarktisexpedition (1956–1960), die zwischen 1958 und 1959 entstanden.